# Donjimeno
Donjimeno ist ein zentralspanischer Ort und eine Gemeinde (municipio) mit 72 Einwohnern (Stand: 2024) in der Provinz Ávila in der Autonomen Region Kastilien-León.

## Lage und Klima
Donjimeno liegt auf der Südseite der Sierra de Gredos in der Provinz Ávila in einer Höhe von ca. 885 m.
Die Entfernung nach Ávila beträgt knapp 30 km (Fahrtstrecke) in südsüdöstlicher Richtung. Das Klima ist gemäßigt bis warm; der Regen (ca. 447 mm/Jahr) fällt mit Ausnahme der trockenen Sommermonate übers Jahr verteilt.

## Bevölkerungsentwicklung
| Jahr      | 1970 | 1981 | 1991 | 2001 | 2011 | 2021 |
| Einwohner | 194  | 154  | 168  | 129  | 95   | 73   |

## Sehenswürdigkeiten

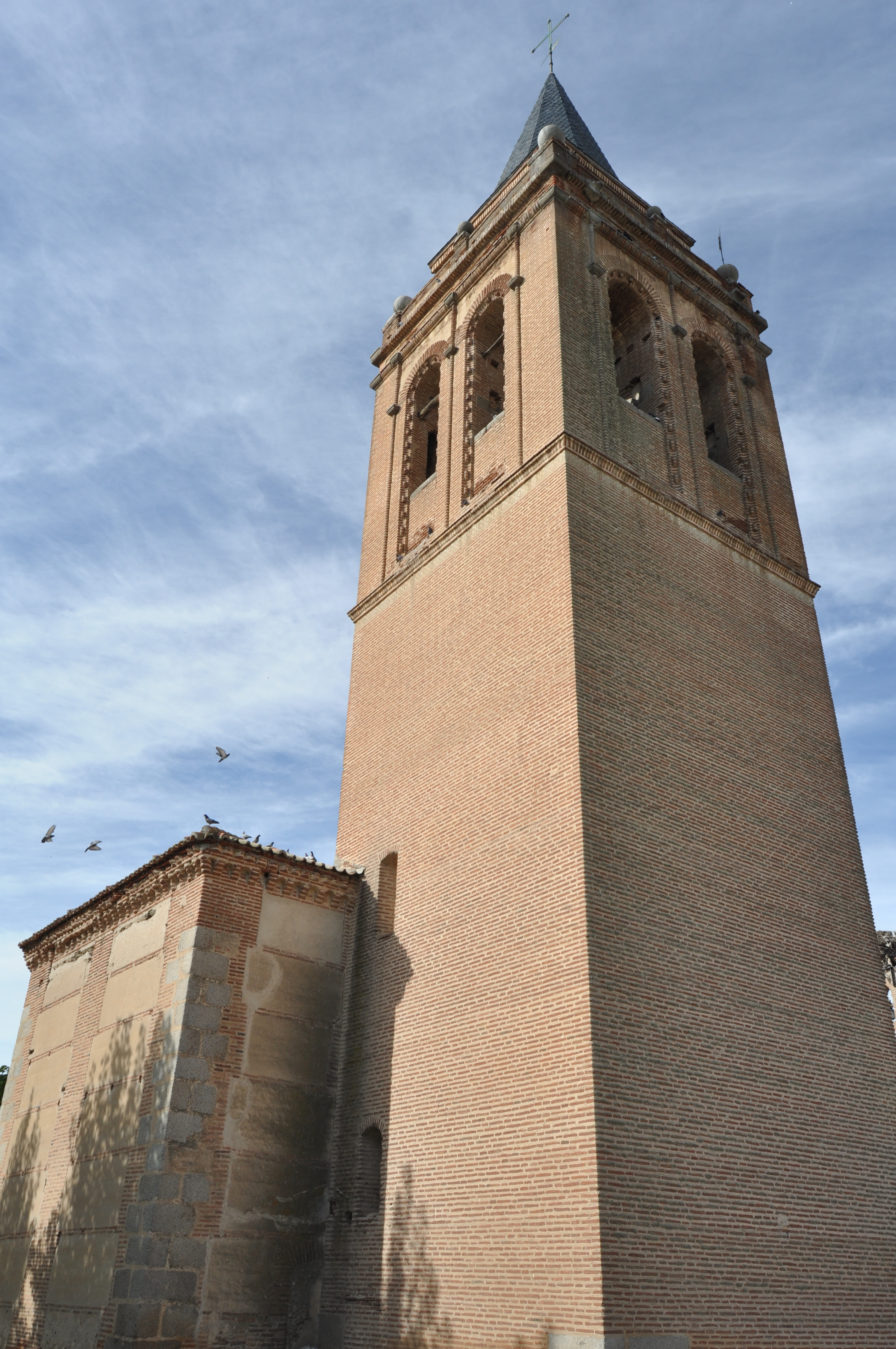
Kirche Mariä Himmelfahrt

- Kirche Mariä Himmelfahrt